# Greenpeace Italia
Greenpeace Italia ONLUS è l'ufficio italiano di Greenpeace e rappresenta Greenpeace in Italia. È affiliato a Greenpeace International.
Nel 2019 Greenpeace Italia aveva 58 dipendenti fissi e circa 1200 tra volontari e attivisti, contando circa 79.000 finanziatori attivi.

## Storia ed attività

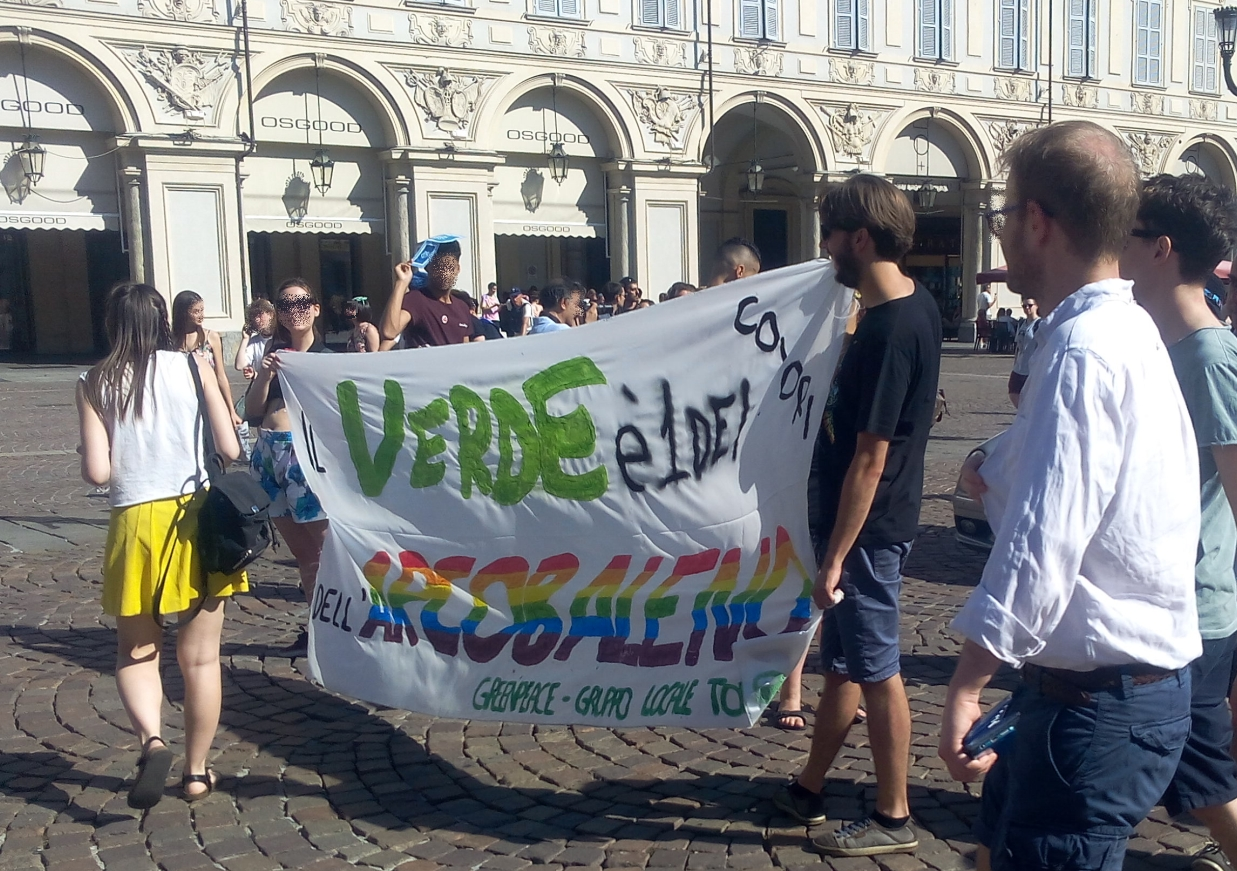
Volontari di Greenpeace Italia al Gay Pride a Torino nel 2017

È nato nel 1986 come primo ufficio nel bacino del Mediterraneo anche per riconoscenza verso la grande solidarietà dimostrata dai sostenitori italiani in seguito alle vicende legate all'affondamento della Rainbow Warrior in Nuova Zelanda nell'anno precedente da parte dei servizi segreti francesi. Per David McTaggart, uno dei fondatori di Greenpeace, che ha partecipato anche alla nascita dell'ufficio italiano, si trattava di una tappa importante per espandere l'associazione nel Mediterraneo. All'epoca, Greenpeace era radicata principalmente in Europa settentrionale, America del Nord e Pacifico e si preparava invece a diventare un'organizzazione davvero globale. Aprire un ufficio in Italia significava lanciare un ponte verso il Medio Oriente e il mondo arabo, così come il nuovo ufficio in Unione Sovietica. Greenpeace nasce in Italia a pochi mesi dal disastro di Černobyl', mentre si preannuncia il referendum (poi svoltosi nel 1987) sull'uso dell'energia nucleare e la realizzazione di nuovi impianti. Non a caso, la prima azione nella penisola è contro l'invio delle scorie nucleari della centrale di Borgo Sabotino (Latina) a Sellafield. Già nel 1986, gli attivisti inscenano un'azione di protesta contro la nave Shearwater, mentre l'anno successivo viene scalata la stessa centrale con un blitz che segna l'inizio di una serie di azioni non violente, spettacolari, che negli anni avranno come bersaglio la corsa agli armamenti, l'industria chimica, il traffico di legname, la pesca illegale, il buco dell'ozono, i cambiamenti climatici, la caccia alle balene, l'inefficienza del sistema energetico. Fin dalla sua nascita, Greenpeace è anche molto attiva nella denuncia del traffico di rifiuti tossici prodotti dalle industrie italiane e illegalmente trasportati in Africa da navi pirata, come la famigerata Zenobia: un tema che domina le cronache degli ultimi anni Ottanta e sul quale indagheranno anche molti giornalisti coraggiosi.

## Campagne
- Energia e clima
  - Riscaldamento globale
  - Cambiamenti climatici
  - Fonti fossili
  - Energie rinnovabili
- Food for life
  - Agricoltura
  - Api
  - OGM
- Foreste
  - Deforestazione
  - Olio di palma
- Inquinamento
  - Sostanze tossiche
- Mari e oceani
  - Pesca sostenibile
  - Plastica
  - Riserve marine
- Nucleare
  - Denuclearizzazione

## Vittorie[3]
- La prima azione di Greenpeace Italia è del 1989 contro l'invio delle scorie nucleari della centrale di Latina a Sellafield: viene ostacolata la nave Shearwater.[4]
- Nello stesso anno Greenpeace focalizza l'attenzione e l’opinione pubblica sul tema legato alla pesca indiscriminata tramite reti da posta dette spadare.  Nel 1989 le Nazioni Unite avviano una moratoria inerente all’utilizzo in alto mare di reti spadare. La pesca con le spadare fu quindi vietata prima dalle Nazioni Unite[5], in seguito dall'Unione europea[6] che nel 1991 dichiarò illegale l'utilizzo di reti superiori ai 2 chilometri e mezzo[7] e nel 1997 dispose la messa al bando totale delle spadare a partire dal gennaio 2002 “per assicurare la protezione delle risorse biologiche marine nonché uno sfruttamento equilibrato delle risorse della pesca conforme all’interesse sia dei pescatori che dei consumatori”[8].

- Nel 1991 Greenpeace fu al largo di Genova per raccogliere, e fornire successivamente, dati sul disastro petrolifero della Haven, denunciando il trasporto insicuro di petrolio con quelle che vengono considerate "carrette del mare".[9]

- Nel 1993 Greenpeace Italia ottiene un risultato importante: il Parlamento vota infatti la legge più avanzata in Europa per la protezione della fascia d'ozono.[10]

- Nel 1994 venne denunciata la presenza di grandi quantità di amianto all'interno dei treni italiani, chiedendone l’immediato smantellamento.[11] Nelle città di Napoli e Milano si svolsero varie azioni di protesta, sempre pacifiche e nonviolente, e con un attento monitoraggio su tutto il territorio, Greenpeace riuscì a portare il problema amianto in primo piano tra i vari scandali italiani. Così facendo si è ottenuto l’avvio di un grande piano di bonifica delle carrozze amiantate di proprietà delle Ferrovie dello Stato coinvolgendo così non soltanto quelle ormai dismesse ma anche quelle ancora in servizio.

- Nel 1994 con la Campagna Energia e Clima si chiese una politica di risparmio energetico e investimenti nelle fonti di energia rinnovabili. Venne lanciata l'Operazione Lampadina invitando l'ACEA (Azienda Comunale Elettrica Romana) a proporre ai suoi 650.000 utenti l'acquisto delle lampadine a basso consumo.[12]
- Nel 1995 Greenpeace porta in Italia la campagna contro i test nucleari francesi. Insieme alla cantante rock Gianna Nannini scala il balcone dell'ambasciata francese a Roma, mentre in tutto il paese raccoglie decine di migliaia di firme. Una delegazione di Greenpeace viene ricevuta dal Presidente della Repubblica Scalfaro ottenendo una presa di posizione decisa dell'Italia sulla questione dei test nucleari francesi.[13]

- Nel 1996 Greenpeace denuncia la presenza di diossine nella laguna di Venezia. I magistrati italiani confermano la pericolosità delle diossine riscontrate nelle acque della laguna di Venezia. Le scorie provengono dallo stabilimento petrolchimico situato in Porto Marghera. La magistratura impone la chiusura degli scarichi dell'Enichem e avvia un'indagine.[14]  Nell'ottobre del 1996 il ministro dell'Ambiente Ronchi emana un decreto per provvedimenti d'urgenza.[15]

- Dopo 8 anni di campagna in tutto il Mediterraneo, il 27 luglio 1996 il Ministro delle Risorse Agricole, Michele Pinto, annuncia la fine dell'uso delle reti spadare.[16]
- Sempre nel 1996, Greenpeace presidia la centrale nucleare di Caorso (Piacenza) per opporsi al trasporto di scorie nucleari all'impianto di Sellafield, in Gran Bretagna. Dopo circa 20 giorni la Giunta comunale di Piacenza e l'Agenzia per l'Ambiente hanno espresso una posizione a favore di Greenpeace e l'Enel ha dovuto sospendere il trasporto. La questione dei siti di stoccaggio rimane però aperta.
- Dopo la prima azione a Napoli nel luglio 1996, la Usl di Napoli annuncia a settembre la chiusura dell'inceneritore del quale Greenpeace aveva denunciato la pericolosità.[17]

- Nel 1999 i ministri di Italia, Francia e Principato di Monaco consentirono la nascita del "Santuario delle Balene" nel mar Ligure, chiesto da Greenpeace dal 1989 Nel 1999 i Ministeri dell'Industria e della Sanità vietano con provvedimento formale la vendita dei giocattoli in PVC. A luglio il Ministero dell'Ambiente ordina la chiusura dell'impianto della EVC[18] di Porto Marghera, azienda leader nella produzione di PVC. A novembre anche la Commissione Europea propone un bando europeo d'urgenza per i giocattoli in PVC morbido destinati ai bambini al di sotto dei tre anni.[19]

- Nel 2000 Greenpeace ottiene un'importante vittoria per la salvaguardia dei cetacei nel Mediterraneo. Dopo aver denunciato, con un tour della nave Vega nel mar Tirreno, lo scarico di fanghi tossici provenienti dal porto di Livorno direttamente nell'area del santuario, le autorità si vedono costrette a bloccare lo scarico a mare dei fanghi tossici dragati dal porto e gettati in pieno Santuario dei Cetacei[20]
- Nel 2001 dopo una denuncia di Greenpeace, la Nestlé ritira dal mercato un latte di soia transgenica destinato alla prima infanzia.[21]

- Nel 2002 la COOP produce i primi fazzolettini certificati FSC, non provenienti cioè dalla distruzione delle foreste primarie e rende merito a Greenpeace per la sua campagna in difesa delle ultime foreste.[22]

- A partire dal 2003 tutta la linea carta della COOP è certificata FSC o riciclata. Parte anche in Italia la campagna "Scrittori per le foreste"[23]: sono subito numerose le adesioni di scrittori noti e meno noti che si impegnano a pubblicare in carta riciclata. Castorama si impegna a avviare un piano di rifornimenti che porti tutti i prodotti in legno ad avere la certificazione FSC, eliminando progressivamente tutti i prodotti di origine sospetta.

- Nel 2003 a seguito di proteste in tutto il mondo, condotte in Italia a Livorno e Piombino, viene finalmente vietato il TBT: un divieto mondiale sull'uso di vernici marine contenenti composti organici a base di stagno per le navi.[24]
- Nel 2004 entra in vigore la normativa europea che prevede l'etichettatura dei prodotti contenenti OGM. I "detective" di Greenpeace individuano il primo prodotto etichettato come OGM, ne segnalano la presenza e il supermercato lo ritira immediatamente.[25]
- Nel 2004 si festeggia a Milano con autori e editori un primo successo della campagna "Scrittori per le foreste"[23] Con una breve ma efficace campagna viene ritirato dal mercato italiano un olio da semi di soia OGM. Greenpeace è tra i principali interlocutori del governo sulla riforma della chimica europea (REACH).
- Nel 2005 viene bloccato da una clamorosa azione di Greenpeace uno dei treni che trasportano le scorie radioattive italiane a Sellafield. Viene denunciata su tutti i mass media la pericolosità del trasporto che passa vicino alle case.[26]
- Nel 2006 dopo un'azione di pressione e di sensibilizzazione condotta da Greenpeace, Unicredit decide di non investire i soldi dei risparmiatori italiani sul nucleare in Bulgaria. Il progetto prevedeva la realizzazione di impianti obsoleti a Belene, che, tra l'altro, è zona sismica.
- Nel 2006 diverse case editrici o collane come Fandango, Marsilio X e Rizzoli scelgono la carta "amica delle foreste". Anche numerose cartiere italiane scelgono la certificazione FSC. Sono oltre 150 le città "amiche delle foreste" che si impegnano ad acquistare prodotti in carta e legno riciclati o certificati FSC. Si tiene a Firenze la prima riunione nazionale delle amministrazioni che hanno aderito al progetto.[27]

## Presidenti
- 2005-2007 Walter Ganapini
- 2014-2020 Andrea Purgatori
- 2008-2013, 2020-presente Ivan Novelli

## Presenza sul territorio
Greenpeace Italia ha la propria sede a Roma e un ufficio operativo a Milano.
Gli oltre 1200 volontari e attivisti si dividono tra i vari Gruppi Locali (GL) delle rispettive città.
Laddove non vi sia un Gruppo Locale, chi sostiene attivamente Greenpeace Italia viene denominato Contatto Locale.

### Gruppi Locali
Al 2021 Greenpeace Italia è presente sul territorio nazionale in 32 città: Alessandria, Bari, Bergamo, Bologna, Cagliari, Catania, Catanzaro, Cremona, Firenze, Genova, L'Aquila, Messina, Milano, Napoli, Padova, Palermo, Pisa, Perugia, Pescara, Reggio Calabria, Rimini, Roma (gruppo locale di Roma est e gruppo locale di Roma sud), San Ferdinando di Puglia, Salerno, Torino, Treviso, Trieste, Udine, Varese, Venezia, Verona, Vicenza.

### Gruppi Locali non più attivi
Greenpeace Italia è stata inoltre presente nelle seguenti città: Avellino, Lecce, Livorno, Gorizia, Olbia, Ravenna, Roma (gruppo locale castelli romani), Taranto, Vipiteno.

## Critiche
Come altre sedi di Greenpeace, anche Greenpeace Italia viene criticata per le eccessive spese per scopi diversi da quelli istituzionali, particolarmente per il mantenimento dell'organizzazione e per la raccolta fondi, rispetto a quelle sostenute per i fini istituzionali.
La sede italiana di Greenpeace, in base al bilancio 2011, ha speso 2.349.000 euro per le sue attività istituzionali e 2.482.000 euro per pubblicità e per la ricerca di nuovi aderenti: se si aggiunge circa un milione per spese di funzionamento (stipendi ai dipendenti, affitti, ecc.) emerge che nel 2011 solo il 42% dei fondi raccolti è stato utilizzato a fini istituzionali, mentre il rimanente 58% se n'è andato per il mantenimento dell'istituzione.